# Андреев, Василий Фёдорович
Васи́лий Фёдорович Андре́ев (8 января 1907 — 1 октября 1996) — советский военачальник, контр-адмирал, участник советско-финской и Великой Отечественной войн.

## Биография
Василий Фёдорович Андреев родился 8 января 1907 года в городе Санкт-Петербурге. В 1925 году был призван на службу в Военно-морской флот СССР. В 1928 году окончил Высшее военно-морское училище имени М. В. Фрунзе, после чего служил на различных судах Балтийского флота. В 1931 году окончил штурманский класс. В 1930-е годы был штурманом в разных флотских соединениях. В мае 1933 года Андреев был переведён на Северный флот, был начальником штаба экспедиции особого назначения, совершившей переход из Кронштадта во Владивосток через Беломорско-Балтийский канал и Северный морской путь (ЭОН-3, ЭМ "Сталин" и ЭМ "Войков", 1936 г.). Прошёл путь до должности начальника оперативного отдела штаба Северного флота. В июле 1938 года переведён в Москву, в Главный морской штаб Военно-морского флота СССР, где возглавил 2-й отдел. В июне 1939 года принял командование над эсминцем «Летучий», позднее переименованным в «Суровый». В этой должности участвовал в советско-финской войне, а затем встретил начало Великой Отечественной войны.
Во главе своего экипажа Андреев участвовал в обороне Рижского залива, Моонзундских островов, Таллина, битве за Ленинград. Его эсминец уничтожал вражеские транспорты, обстреливал вражеские военно-морские базы, скопления техники и живой силы в прибрежной полосе. С ноября 1941 года служил в оперативном отделе штаба Балтийского флота, будучи начальником отделения, заместителем начальника отдела. Активно участвовал в разработке планов морских и десантных операций Балтийского флота. Так, в августе-октябре 1942 года он участвовал в обеспечении высадки десантов в Усть-Тосно, у банки Суханевской, разгроме немецкого десанта у острова Сухо. В 1943 году Андреев принимал активное участие в демонстративно-разведывательной операции у острова Соммерс. Помимо этого, организовывал оперативные перевозки войск и военных грузов Ленинградского фронта. В апреле-мае 1945 года лично участвовал в подготовке и проведении десантных операций флота при штурме крепости Пиллау и очищению косы Фрише-Нерунг в Восточной Пруссии, был назначен начальником штаба военно-морской базы в Пиллау.
После окончания войны продолжал службу в Военно-морском флоте СССР, был начальником разведывательного отдела штаба Северо-Балтийского флота, затем 8-го Военно-морского флота. С апреля 1952 года служил в Главном морском штабе, возглавлял различные управления. В 1955—1956 годах возглавлял Управление информации по морским силам иностранных государств Главного разведывательного управления Генерального штаба Вооружённых Сил СССР. В апреле 1957 года назначен начальником 4-го отдела Оперативного управления Главного штаба Военно-морского флота СССР. В сентябре 1968 года был уволен в запас. Умер 1 октября 1996 года, похоронен на Миусском кладбище Москвы.

## Награды
- Орден Ленина (15 ноября 1950 года);
- 3 ордена Красного Знамени (26 июня 1942 года, 10 ноября 1945 года, 30 декабря 1956 года);
- Орден Нахимова 2-й степени (24 мая 1945 года);
- 2 ордена Отечественной войны 1-й степени (23 февраля 1944 года, 6 апреля 1985 года);
- Орден Красной Звезды (25 февраля 1937 года);
- 2 ордена «Знак Почёта» (23 декабря 1935 года, 28 апреля 1963 года);
- Медаль «За оборону Ленинграда» и другие медали.